# Lamentacions de Maria (literatura hongaresa)

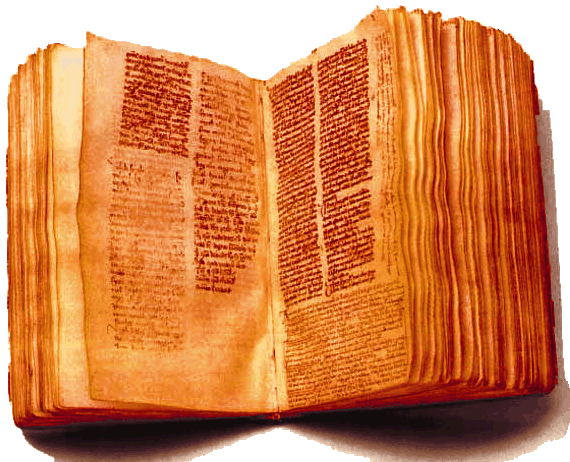
El còdex on es conserven les Lamentacions de Maria.

Les Lamentacions de Maria (Ómagyar Mária-siralom) és el poema més antic que es conserva en hongarès. Va ser copiat en un còdex llatí vora l'any 1300, com passa amb el primer text coherent escrit en hongarès (Halotti beszéd és könyörgés; Sermó de funeral i oració), escrit entre el 1192 i el 1195. El text és una traducció o adaptació del poema o la seqüència Planctus ante nescia..., bastant estesa a Europa durant l'edat mitjana. La interpretació de les Lamentacions encara és motiu de debat en la filologia hongaresa, en especial perquè el sentit de determinades frases o paraules continua sent incert. Aquest article en recull la interpretació de Dezső Pais.

## Text del poema
| Text original                                                                                     | Pronúncia (segons Dezső Pais)                                                                           | Hongarès modern (segons Ferenc Molnár)                                                                               | Traducció |
| ------------------------------------------------------------------------------------------------- | --- | --- | --- |
| Volek syrolm thudothlon syrolmol sepedyk. buol ozuk epedek.                                       | Volék sirolm tudotlon. Sirolmol sepedik, buol oszuk, epedek,                                            | Nem ismertem a siralmat, Most siralom sebez, Fájdalom gyötör, epeszt.                                                | No coneixia encara el lament, ara el lament és una ferida oberta, el dolor em lacera, llangueixo.                                               |
| Walasth vylagumtul sydou fyodumtul ezes urumemtuul.                                               | Választ világumtuul, zsidou fiodumtuul, ézes ürümemtüül.                                                | Zsidók világosságomtól, Elválasztanak fiamtól, Édes örömemtől.                                                       | Jueus, de la meva llum, em separen del meu fill, la meva dolça delícia.                                                                         |
| O en eses urodum eggen yg fyodum, syrou aniath thekunched buabeleul kyniuhhad.                    | Ó én ézes urodum, eggyen-igy fiodum, sírou anyát teküncsed, buabeleül kinyuhhad!                        | Én édes Uram, Egyetlenegy fiam, Síró anyát tekintsed, Fájdalmából kivonjad!                                          | Oh, dolç Senyor meu, el meu únic fill, mireu aquesta mare plorosa. Aparteu-la del dolor!                                                        |
| Scemem kunuel arad, en iunhum buol farad the werud hullothya en iunhum olelothya                  | Szemem künyüel árad, junhum buol fárad. Te vérüd hullottya én junhum olélottya.                         | Szememből könny árad, Szívem kíntól fárad, Te véred hullása, Szívem alélása.                                         | Dels meus ulls cauen les llàgrimes, el meu cor pateix pel turment, la teva sang s'escola, el meu cor llangueix.                                 |
| Vylag uilaga viragnac uiraga. keseruen kynzathul uos scegegkel werethul.                          | Világ világa, virágnak virága, keserüen kinzatul, vos szegekkel veretül!                                | Világ világa, Virágnak virága, Keservesen kínoznak, Vasszegekkel átvernek!                                           | Llum del món, flor de flors, et torturen amargament, et travessen amb claus de ferro!                                                           |
| Vh nequem en fyon ezes mezuul Scegenul scepsegud wirud hioll wyzeul.                              | Uh nekem, én fiom, ézes mézüül, szégyenül szépségüd, vírüd hioll vizeül.                                | Jaj nekem, én fiam, Édes, mint a méz, Megrútul szépséged, Vízként hull véred!                                        | Ai de mi, fill meu, dolç com la mel, la teva bellesa convertida en lletjor, la teva sang s'escola com l'aigua!                                  |
| Syrolmom fuhazatum therthetyk kyul en iumhumnok bel bua qui sumha nym kyul hyul                   | Sirolmom, fuhászatum tertetik kiül, én junhumnok bel bua, ki sumha nim hiül.                            | Siralmam, fohászkodásom Láttatik kívül, Szívem belső fájdalma Soha nem enyhül.                                       | El meu lament, la meva pregària, es poden veure des de fora; el dolor del meu cor mai no s'apaivaga.                                            |
| Wegh halal engumet eggedum illen maraggun urodum, kyth wylag felleyn                              | Végy halál engümet, eggyedűm íllyen, maraggyun urodum, kit világ féllyen!                               | Végy halál engemet, Egyetlenem éljen, Maradjon meg Uram, Kit a világ féljen!                                         | Emporta-te'm, mort, deixa que visqui el meu únic fill; salveu-lo, Senyor, el món us hauria de témer!                                            |
| O ygoz symeonnok bezzeg scouuo ere en erzem ez buthuruth kyt niha egyre.                          | Ó, igoz Simeonnok bezzeg szovo ére: én érzem ez bútürüt, kit níha egíre.                                | Ó, az igaz Simeonnak Biztos szava elért, Érzem e fájdalom-tőrt, Amit egykor jövendölt.                               | Oh, la paraula del just Simeó m'ha atrapat, sento l'espasa de dolor, el que ell va predir fa temps.                                             |
| Tuled ualmun de num ualallal hul yg kynzassal, Fyom halallal.                                     | Tüüled válnum; de nüm valállal, hul igy kinzassál, fiom, halállal!                                      | Ne váljak el tőled, Életben maradva, Mikor így kínoznak Fiam, halálra!                                               | Que no em separin de tu, deixant-me amb vida mentre a tu et turmenten, fill meu, fins a la mort!                                                |
| Sydou myth thez turuentelen fyom merth hol byuntelen fugwa huztuzwa wklelue kethwe ulud.          | Zsidou, mit téssz türvéntelen, Fiom mert hol biüntelen. Fugvá, husztuzvá, üklelvé, ketvé ülüd!          | Zsidó, mit tész, törvénytelen! Fiam meghal, de bűntelen! Megfogva, rángatva, Öklözve, megkötve Ölöd meg!             | Jueus, no hi ha justícia en la vostra acció! El meu fill ha mort, però és innocent! L'heu capturat, l'heu lligat, l'heu encadenat, l'heu matat! |
| Keguggethuk fyomnok ne leg kegulm mogomnok owog halal kynaal anyath ezes fyaal egembelu ullyetuk. | Kegyüggyetük fiomnok, ne légy kegyülm mogomnok! Ovogy halál kináal anyát ézes fiáal egyembelű üllyétük! | Kegyelmezzetek meg fiamnak, Ne legyen kegyelem magamnak, Avagy halál kínjával, Anyát édes fiával Együtt öljétek meg! | Tingueu pietat del meu fill, no de mi, o amb el turment de la mort, a la mare amb el seu fill, mateu-nos junts!                                 |